# Phobetes khualaza
Phobetes khualaza är en stekelart som beskrevs av Dmitriy R. Kasparyan 2007. Phobetes khualaza ingår i släktet Phobetes och familjen brokparasitsteklar. Inga underarter finns listade i Catalogue of Life.